# Jan Italos
Jan Italos (ur. ok. 1025, zm. po 1085) – filozof bizantyński, uczeń Michała Psellosa.
Był jednym z najbardziej oryginalnych filozofów bizantyńskich, najwybitniejszym uczniem Michała Psellosa. Przybył do Konstantynopola z Zachodu w 1049 roku. Był najprawdopodobniej pochodzenia normańskiego. Uczył w cesarskiej szkole w Konstantynopolu doktryny trzech głównych systemów filozoficznych: platonizmu, arystotelizmu i neoplatonizmu. Napisał komentarze do Arystotelesa oraz traktaty logiczne i metafizyczne. Głoszone poglądy doprowadziły go do konfliktu z Kościołem ortodoksyjnym. W 1082 roku został potępiony przez synod i skazany na pobyt w klasztorze.

## Życiorys
Relacje o życiu Jana Italosa pozostawili Anna Komnena i Niketas Choniates. Italos urodził się około 1025 roku w Kalabrii, pochodził z rodziny normańskiej. W młodości uczestniczył wraz z ojcem w wyprawie na Sycylię. W 1049 roku, podczas rewolty Jerzego Maniakesa, razem z ojcem zbiegł przez Lombardię do Konstantynopola. Jeszcze za panowania Konstantyna IX Monomacha (1042-1055) ojciec Italosa brał udział w kampanii przeciwko Pieczyngom. Nic nie wiadomo o jego edukacji w Italii. W stolicy Cesarstwa studiował filozofię platońską i neoplatońską pod kierunkiem Michała Psellosa. W młodym wieku zasłynął jako dialektyk i polemista odznaczający się wielką siłą argumentacji. Był nauczycielem cesarza Michała VII Dukasa i jego brata Andronika. Przyjaźni z cesarzem i wierności wobec dynastii Dukasów zawdzięczał wysłanie z misją dyplomatyczną do Epidamnos. Podejrzany o zdradę cesarza, zbiegł do Rzymu. Po uzyskaniu cesarskiego przebaczenia powrócił do Konstantypola, gdzie jednak z rozkazu cesarza przywdział szaty zakonne i osiadł w monasterze Pege. Po wycofaniu się Psellosa z czynnego życia dworskiego (w 1055 roku) cesarz mianował Italosa „konsulem filozofów” czyli kierownikiem wydziału filozofii stołecznego uniwersytetu.
Italos szybko zyskał popularność wśród studentów atrakcyjnymi wykładami z zakresu … trudnej filozofii perypatetyckiej, a zwłaszcza dialektyki. Czytał i objaśniał dzieła Platona, Arystotelesa, Proklosa, Porfiriusza i Jamblicha. Do jego najwybitniejszych uczniów należeli Eustracjusz z Nicei i prawdopodobnie również Teodor ze Smyrny. W oparciu o poglądy pogańskich filozofów głosił własne teorie o ideach i metempsychozie, pozyskując dla swych doktryn licznych dworzan i wielmożów. W 1077 roku został oskarżony o głoszenie herezji pogaństwa, dzięki poparciu cesarza Michała VII uniknął wtedy wyroku skazującego. Po raz drugi został oskarżony w 1082 roku, za panowania Aleksego Komnena, czynnego obrońcy ortodoksji.
Italos został oskarżony o publiczne nauczanie platonizmu, arystotelizmu i neoplatonizmu, nie uzgodnionych z doktryną chrześcijańską. Zwołany w tym celu 13 marca 1082 roku synod, któremu przewodniczył sam cesarz, ujął błędy Italosa w 11 rozdziałów, kephálaja. Italos wyrzekł się kolejno każdego błędu z ambony Hagia Sophia, a lud, zebrany w świątyni, powtarzał po każdym rozdziale: „niech będzie przeklęty”. Zbiór potępionych błędów, anatematyzmatów, m.in. nauki o ideach, metempsychozie, obelgi na czcigodne, święte ikony, zachował się w relacji Nicetasa, archidiakona i chartophylaksa z XII wieku. Italos został skazany na osadzenie w klasztorze. Podobno skończył śmiercią samobójczą. Zmarł po 1085 roku. Po jego śmierci odbyły się jeszcze dwa synody skierowane przeciw herezji jego uczniów.

## Twórczość

### Pisma
Głównym dziełem Italosa jest Zbiór (Eklogé) złożony z 93 odpowiedzi na pytania stawiane mu przez cesarza Michała VII i jego brata, Andronika Dukasa. Italos stara się w nim pogodzić idee platońskie, m.in. o końcu świata, nieśmiertelności duszy, iluminacji, z doktryną ortodoksyjną. Zbiór został oparty głównie na Metafizyce Arystotelesa. Italos napisał też komentarz do drugiej i czwartej księgi Topik oraz, za przykładem swojego mistrza, komentarz do Arystotelesowego pisma O wyrażaniu się (Perí hermenéjas). Jest też autorem ekscerptów z Retoryki, które zatytułował Przegląd nauki krasomówczej (Méthodos tes rhetorikés katá sýnopsin).
Pisma Italosa wydawali G. Certeli: Ioannis Itali Opusucla Selecta I-III (Tbilisi, 1924-1926), P. Joannou: Questiones quodlibetales (Ettal, 1956), N. Keczakmadze: Opiera (Tbilisi, 1966).

### Styl
Anna Komnena, pisząc o stylu Italosa, wyrzucała mu błędy gramatyczne i kompozycyjne, uchybienia w składni, chropowatość naznaczoną piętnem surowości bez żadnych ozdób. Dodawała też, że jako cudzoziemiec, Italos nigdy dobrze nie opanował pisanego języka greckiego, wyrażał się „po wiejsku”, używając dialektu.

## Poglądy
W swojej filozofii Italos starał się łączyć arystotelizm i platonizm z doktryną chrześcijańską. Zajmował się zagadnieniami kosmologicznymi, szczególnie materią, a także zagadnieniem uniwersaliów. Odrzucał neoplatońską koncepcję świata jako emanacji bóstwa. Głosił orygenistyczne koncepcje preegzystencji dusz i metempsychozy, platońską naukę o ideach i ich substancjalnym związku z materią, uznawał identyczność ciał po zmartwychwstaniu co do formy, lecz nie co do materii. Kary piekielne uważał za przejściowe. Próbował rozumowo wyjaśnić unię hipostatyczną. Zajmował się także zagadnieniami logicznymi, m.in. rodzajami sylogizmu. Literaturę grecką uważał nie tylko za niezbędną dla humanistycznego wykształcenia, ale również za źródło prawdy.

### Poglądy Italosa na podstawie synodikonu
W swoich pismach Italos kwestionował supremację teologii i bronił starożytnej koncepcji filozofii, obecnej zarówno w platońskiej jak i w arystotelesowskiej tradycji, zgodnie z którą teologia jest częścią filozofii, a bez filozofii nie można zrozumieć pierwszej zasady wszystkiego. Prawdopodobnie to właśnie stosunek do teologii i przyjęty przez Italosa sposób jej rozwijania przesądził o stosunku Kościoła Prawosławnego do jego doktryny, doprowadził do jego procesu i skazania. Z treści 11 anatematyzmów sformułowanych przez Synodikon wiadomo, że Italos: (1) stosował logiczne argumenty do takich zagadnień teologicznych jak wcielenie Chrystusa i relacja dwóch natur w Chrystusie; (2) wprowadzał naturalną filozofii do teologii; (3) akceptował doktrynę wędrówki duszy i zaprzeczał chrześcijańskiej eschatologii; (4) przyjmował pogląd, że materia i idee nie mają początku ani końca w czasie; (5) przenosił greckich filozofów nad chrześcijańskich świętych; (6) zachowywał podejrzliwość wobec boskich cudów; (7) studiował filozofię grecką, nie tylko w celu rozwoju nauki, ale uznając w niej repozytorium prawd, do którego muszą zostać ostatecznie sprowadzone wszystkie inne wierzenia; (8) negował wolne stworzenie świata przez Boga ex nihilo i uznawał istnienie odwiecznych platońskich idei; (9) zaprzeczał, że ludzkie ciała będą takie same w chwili zmartwychwstania, jakimi są teraz; (10) Przyjmował preegzystencję duszy i odmawiał możliwości jej powstania ex nihilo, możliwości wiecznej kary i wiecznego królestwa Boga.

### Stanowisko w sprawie uniwersaliów
Na uwagę zasługuje również stanowisko Italosa w kwestii uniwersaliów, omówione w jego Quaestiones quodlibetales. Podobnie jak wielu innych filozofów bizantyńskich, Italos bronił neoplatońskiej teorii, że uniwersalia istnieją na trzy sposoby: a mianowicie, że istnieją najpierw przed wszystkimi (rzeczami poszczególnymi) w umyśle Boga, następnie w rzeczach poszczególnych, a wreszcie po rzeczach poszczególnych jako forma poznawcza naszego umysłu wyabstrahowana poprzez wyodrębnienie cech wspólnych z rzeczy poznawanej.
Benakis określa to stanowisko jako umiarkowany realizm pojęciowy i podkreśla, że nie ma ono nic wspólnego z nominalizmem spotykanym w zachodniej filozofii średniowiecznej. Uważa, że trzeci sposób bytowania powszechników, po rzeczach poszczególnych nie powinien być mylony z tym, co zachodni filozofowie określali jako uniwersalia post res, które, jakkolwiek a posteriori, w ich mniemaniu jednak rzeczywiście istniały. Italos twierdził tymczasem, że uniwersalia są niematerialne, choć nie są one ściśle biorąc bezcielesne, ale zależą w tym od podmiotu, w którym bytują. Innymi słowy uniwersalia są niematerialne per accidens, a nie per se. Są niematerialne, o ile są one w duszy ludzkiej, a w tym samym czasie są materialne poprzez uczestnictwo (kata methexin), istniejąc w rzeczach poszczególnych. Będąc bezcielesnymi w ten sposób, uniwersalia są również bytami w specjalny sposób.
Italos często korzystał z innego rozróżnienia, które jest powszechne w tekstach platońskich od Plotyna do Symplicjusza, choć wydaje się, że jego początki są nawet wcześniejsze; mianowicie rozróżnienia między czymś co istnieje a czymś, co jest zależne od samej myśli. Według Italosa rzeczy, które nie istnieją (anupostata), ale zależą jedynie od myśli, nie są bytami. Co do rzeczy, które istnieją, rozróżnia dwa różne rodzaje bytów, te, które istnieją per se (same przez się), a które nazywa substancjami (hypostaseis), i te, które istnieją w czymś innym (enupostata). Substancje są jednostkowe, podczas gdy byty, które istnieją w czymś innym, orzekają wspólnie o wielu rzeczach i pojęciach (noēmata/dianoēmata).
Italos odróżnia te dwa rodzaje bytów od rzeczy, które nie istnieją, podając ich standardowe przykłady: kozło-jeleni i centaurów, ale również i własne przykłady: mężczyzn o wielu oczach i czterogłowych koni. Wszystko to w jego opinii tylko wytwory ludzkiego umysłu i produkty naszej wyobraźni (phantasmata). Ostatecznie Italos pojmuje uniwersalia nie jako byty, które istnieją per se, ale jako byty, które istnieją w czymś innym i dlatego nie mogą być traktowane, jego zdaniem, tak jak zwykłe wytwory ludzkiej wyobraźni.

## Potępienie Italosa
Wśród jedenastu anatem dotyczących Jana Italosa pierwszych dziesięć ma charakter czysto doktrynalny i zostało ogłoszone w latach 1076—1077; ostatnia zaś jest formalnym personalnym potępieniem opublikowanym w 1082 r. Zarzuty doktrynalne dotyczą zasadniczo dwóch kwestii:
1. Zdaniem ojców synodu pierwszymi herezjarchami starożytnymi byli właśnie filozofowie greccy, wszystkie zatem główne herezje chrześcijańskie powstały pod wpływem ich nauki. Siedem soborów, potępiając heretyków, potępiło tym samym ich mistrzów – filozofów (anatema 5). Stanowisko to nie było całkowicie nowe, ale potwierdzenie go w XI wieku miało bardzo duże znaczenie dla dalszego rozwoju teologii i filozofii bizantyńskiej. Ojcowie synodu zgodzili się przy tym na rozróżnienie pomiędzy tymi, którzy przyjmowali „głupie poglądy” filozofów, a tymi, którzy podejmowali „studia helleńskie” tylko dla nauki (anatema 7). Synod poszedł tu za pozytywnym stanowiskiem kół konserwatywnych i samego Psellosa, którzy opowiadali się za studiowaniem Organonu Arystotelesa, a przeciwko studiom nad Platonem. Arystotelesa jako nauczyciela logiki i fizyki uważano na ogół za pożytecznego „dla nauki”, natomiast Platona, którego poglądy łączono ze stanowiskiem metafizycznym, nie umiano pogodzić z chrześcijaństwem.
2. Anatemy potępiły ponadto szereg platonizujących poglądów przypisywanych Italosowi, a zbliżonych do tez orygenistycznych odrzuconych przez Justyniana i sobór z 553 r.: ideę preegzystencji i wędrówki dusz, negowanie zmartwychwstania cielesnego, głoszenie wieczności materii, koncepcję istniejącego samego przez się świata idei itd.[7]

Sprawa Italosa stanowi modelowe rozwiązanie, które Kościół wschodni będzie w przyszłości stosował wobec innych herezjarchów. Stała się też ostrzeżeniem dla innych uczonych bizantyńskich przed próbą pójścia za „głupimi poglądami” starożytnych, uznając ich zgłębianie za wystąpienie przeciwko prawdziwej wierze. Pogłębiając tradycyjny monastyczny wstręt do „hellenizmu”, synod dał jednocześnie, dzięki rozróżnieniu zawartemu w anatemie 7, impuls dla rozwoju humanizmu. Bizancjum, chociaż greckie w swym języku i kulturze, zajęło tym samym o wiele bardziej negatywne stanowisko wobec greckiej filozofii, niż kiedykolwiek zrobił to Zachód.